# Ульяновское (Чувашия)
Улья́новское (чув. Ульяновски) — посёлок в Шумерлинском районе Чувашской Республики, входит в Нижнекумашкинское сельское поселение.

## География
Расположен на расстояние 125 км от Чебоксар, в 15 км от райцентра и ближайшей железнодорожной станции.

## История
Возник в 1930-х г. С 1933 г. отделение колхоза «Красный пахарь». В разные годы входил в состав: Красночетайского (1928—1935 гг.) и Шумерлинского (1935—1965, и с 1966 г.) районов и Шумерлинского горсовета (1965—1966 г.).

## Население
| 2010 | 2012 |
| ---- | ---- |
| 69   | ↗98  |